# Andy Lee
Andrew Paul Lee (Westminster, 11 agosto 1982) è un giocatore di football americano statunitense che gioca nel ruolo di punter per gli Arizona Cardinals della National Football League (NFL). Fu scelto nel corso del sesto giro (188º assoluto) del Draft NFL 2004 dai San Francisco 49ers. Al college ha giocato a football all'Università di Pittsburgh.
È il primatista della storia dei 49ers con 43.468 yard guadagnate su punt.

## Carriera professionistica

### San Francisco 49ers
Lee fu scelto nel corso del sesto giro del Draft 2004 dai San Francisco 49ers. Alla fine della stagione 2007 fu convocato per il suo primo Pro Bowl e inserito nella formazione ideale della stagione All-Pro, imprese riuscite anche nel 2009 e nel 2011. In quest'ultima stagione, Lee stabilì il nuovo record NFL con una media di 44,0 yard nette per punt, mentre le sue 50,9 yard lorde furono il terzo risultato nella storia della lega.
Nel maggio 2012, Lee ricevette dai 49ers un'estensione contrattuale fino al 2018 che lo rese il terzo punter più pagato della lega. Il 12 gennaio 2013 fu inserito ancora una volta nel First-team All-Pro.

### Cleveland Browns
Il 6 giugno 2015, Lee fu scambiato con i Cleveland Browns per una scelta del settimo giro del Draft 2016. Con la nuova squadra annunciò avrebbe indossato il numero 8 in onore della figlia Madeline, morta nel febbraio 2015 all'età di 8 anni.

### Carolina Panthers
Il 29 agosto 2016, Lee fu scambiato con i Carolina Panthers.

### Arizona Cardinals
Il 4 settembre 2017 Lee firmò un contratto biennale con gli Arizona Cardinals.

## Palmarès

### Franchigia
- National Football Conference Championship: 1

San Francisco 49ers: 2012

### Individuale
- Convocazioni al Pro Bowl: 3

2007, 2009, 2011
- All-Pro: 4

2007, 2009, 2011, 2012

## Statistiche
| Partite totali                | 176 |
| Punt calciati                 | 841 |
| Punt nelle 20 yard avversarie | 300 |

Statistiche aggiornate alla stagione 2014